# Masashi Nakayama
Masashi Nakayama (中山 雅史?, Nakayama Masashi; Shizuoka, 23 settembre 1967) è un ex calciatore giapponese, di ruolo attaccante. Si è ritirato dall'attività professionistica nel 2021 dopo aver legato la sua carriera principalmente alla squadra giapponese del Jubilo Iwata.
Compare anche nell'anime Hungry Heart (La squadra del cuore) nell'episodio 24 "Arriva il mito".

## Carriera

### Club
Da giovane Nakayama giocò nell'Università di Tsukuba prima di essere acquistato nel 1992 dallo Júbilo Iwata che giocava in Japan Football League, campionato antesignano della J-League. Nakayama debuttò in J-League il 12 marzo 1994 contro il Kashima Antlers e segnò il primo gol la settimana successiva (19 marzo) contro il Tokyo Verdy.
Con la maglia del Júbilo Iwata riuscì a segnare ben 16 gol in sole 4 partite tra il 15 e il 29 aprile del 1998. Un anno dopo il suo ritiro, pur avendo 42 anni, viene acquistato dal Consadole Sapporo. Dopo tre stagioni al Consadole Sapporo e tre anni di inattività, nel 2015 viene ingaggiato dall'Azul Claro Numazu, squadra che milita nella J-League 3.

### Nazionale
Ai mondiali 1998 in Francia Nakayama segnò l'unico gol del Giappone nel torneo nella partita contro la Giamaica il 26 giugno 1998. Nel corso della sua carriera ha segnato 21 gol in 53 partite nella Nazionale di calcio giapponese.

## Palmarès

### Club

#### Competizioni nazionali
- Campionato giapponese: 3

Júbilo Iwata: 1997, 1999, 2002
- Supercoppa del Giappone: 3

Júbilo Iwata: 2000, 2003, 2004
- Coppa dell'Imperatore: 1

Júbilo Iwata: 2003

#### Competizioni internazionali
- AFC Champions League: 1

Júbilo Iwata: 1998-1999
- Supercoppa d'Asia: 1

Júbilo Iwata: 1999

### Nazionale
- Coppa d'Asia: 1

Giappone 1992

### Individuale
- J.League Best XI: 4

1997, 1998, 2000, 2002
- J.League MVP: 1

1998
- Capocannoniere del Campionato giapponese: 2

1998 (36 gol), 2000 (20 gol)
- Capocannoniere della Coppa J. League: 1

2001 (4 gol, a pari merito con Shōji Jō, Tatsuhiko Kubo, Wagner Lopes, Masanobu Matsunami, Tuto)
- J.League 20th Anniversary Team